# Richard Holmes (musicien)
Pour les articles homonymes, voir Richard Holmes et Holmes.
Richard "Groove" Holmes était un organiste de jazz américain né le 2 mai 1931 et mort le 29 juin 1991. Grâce à son style très "funky", il jouait surtout du soul jazz. Il est aussi un des précurseurs de l'acid jazz.

## Discographie

### En tant que leader
- Groove (Pacific Jazz, 1961) - avec Les McCann et Ben Webster (aussi sorti sous le titre That Healin' Feelin')
- Groovin' with Jug (Pacific Jazz, 1961) - avec Gene Ammons
- Somethin' Special (Pacific Jazz, 1962) - avec Les McCann
- After Hours (Pacific Jazz, 1962)
- Tell It Like It Tis (Pacific Jazz, 1961-62 [1966])
- Book of the Blues Vol. 1 (Warner Bros., 1964)
- A Bowl of Soul (Loma, 1966 [1967])
- Soul Message (Prestige, 1965)
- Living Soul (Prestige, 1966)
- On Basie's Bandstand (Prestige, 1966 [2000])
- Soul Mist! (Prestige, 1966 [1970])
- Misty (en) (Prestige, 1965–66)
- Spicy! (Prestige, 1966)
- Super Soul (Prestige, 1967)
- Get Up & Get It! (Prestige, 1967)
- Soul Power! (Prestige, 1967)
- The Groover! (Prestige, 1968)
- That Healin' Feelin' (Prestige, 1968)
- Welcome Home (World Pacific Jazz, 1969)
- Workin' on a Groovy Thing (World Pacific Jazz, 1969)
- Come Together (World Pacific Jazz, 1970) - avec Ernie Watts
- X-77 Recorded Live at the Lighthouse (World Pacific Jazz, 1970)
- Comin' on Home (Blue Note, 1971)
- American Pie (Groove Merchant, 1972)
- Night Glider (Groove Merchant, 1973)
- New Groove (Groove Merchant, 1974)
- Giants Of The Organ Come Together (Groove Merchant, 1974) - avec Jimmy McGriff
- Giants Of The Organ In Concert (Groove Merchant, 1974) - avec Jimmy McGriff
- Onsaya Joy (Flying Dutchman, 1974)
- Six Million Dollar man (Flying Dutchman, 1975)
- I'm in the Mood for Love (Flying Dutchman, 1976)
- Shippin' Out (Muse, 1977)
- Star Wars/Close Encounters (Versatile, 1977)
- Dancing In The Sun (Versatile, 1977)
- Good Vibrations (Muse, 1977 [1980])
- Broadway (Muse, 1980)
- Swedish Lullaby (Sison, 1984)
- Blues All Day Long (Muse, 1988)
- Hot Tat (Muse, 1989)

Compilations
- The Best of Richard "Groove" Holmes (1972) (Prestige)
- Groovin' and Spoonin' avec Jimmy Witherspoon (1973) (Olympic Records)
- Hunk-A-Funk (1975) (Groove Merchant) (Night Glider+New Groove)
- Supa Cookin' (1975) (Groove Merchant) (Giants Of The Organx2) (avec Jimmy McGriff)
- Blue Groove (1994) (Prestige) (Soul Mist!+Get Up & Get It!)
- After Hours (1996) (Pacific Jazz) (Compilation of After Hours+Tell It Like It Is)
- Legends of Acid Jazz (1997) (Prestige) (The Groover+That Healin' Feelin')
- Groove's Groove (1998) (32 Jazz) (Compilation of Muse Years)
- The Best Of The Pacific Jazz Years (2001) (Pacific Jazz)
- Groovin' With Groove (2003) (LRC) (Groove Merchant Years)
- Timeless (2003) (Savoy Jazz)

### En tant que sideman
Avec Willis Jackson
- Ya Understand Me? (Muse, 1980)

Avec Brenda Jones
- This is the me me (Not the you you) (RCA, 1976)

Avec Eric Kloss
- Love and All That Jazz (Prestige, 1966)

Avec Les McCann
- Les McCann Sings (Pacific Jazz, 1961)

Avec Gerald Wilson
- You Better Believe It! (Pacific Jazz, 1961)
- Eternal Equinox (Pacific Jazz, 1969)